# Lahovický most
Lahovický most je pražským silničním mostem přes Berounku. Nachází se na silnici I/4 na jihu města nedaleko Lahovic a přístavu Radotín. Od roku 1743 zde stál dřevěný most, který byl v roce 1918 nahrazen železobetonovým a kolem roku 1963 zdvojen. Nynější most byl na jejich místě postaven v letech 2001–2004. 

## Historie

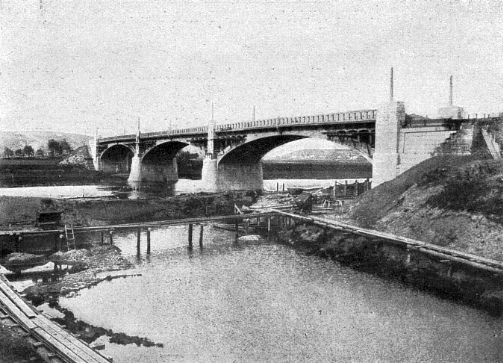
Lahovický most (1918)

Meandrující měnící se koryto Berounky před ústím do Vltavy nevytvářelo vhodné podmínky pro budování cesty. Historická cesta z Prahy na Zbraslav vedla přes Velkou Chuchli a Radotín, přes tuto cestu byly na okolní svět napojeny i Lahovice.
V místech dnešního Lahovického mostu tekla Berounka v minulosti jen občasně při povodních. Až od povodně roku 1799 tudy teklo nastálo vedlejší rameno, které z části osady Lahovice oddělilo Lahovičky, a když se sem při povodni roku 1829 přesunul hlavní tok, nechal majitel panství původní koryto pod zbraslavským zámkem zaslepit.
Cestu ze Zbraslavi do Prahy podél Vltavy vybudovala francouzská vojska prolomením barrandovské skály a zřízením dvou dřevěných mostů přes obě ramena Berounky v roce 1742 či 1743 v rámci Pasovské cesty (nazývané později též Zbraslavská, Dobříšsko-Vimperská nebo Strakonická). V letech 1805–1814 byla tato cesta přestavěna na silnici.
Někdy před rokem 1920 byl francouzský dřevěný most nahrazen železobetonovým (stavba byla povolena v březnu 1913 a zkolaudována 19. února 1920, ale pravděpodobně byla v provozu už před kolaudací). Při realizaci Chuchelské radiály byl po proudu postaven souběžný most (pro směr do Prahy) a ten byl (stejně jako most Závodu míru) uveden do provozu v roce 1964 (či kolem roku 1963).

## Nynější most
Havarijní stav obou mostů vedl od poloviny 90. let 20. století k úvahám o jejich rekonstrukci. V roce 2001 byla zahájena náhrada obou konstrukcí za zcela nové. Autorem návrhu je Ing. arch. Iveta Torkoniaková. Generálními projektanty jsou Ing. Václav Mach (HIP) a Ing. Lukáš Zemek, VPÚ DECO PRAHA a.s. Most byl navržen v letech 1994-2001 a realizace proběhla v letech 2001-2004. Přestože postup prací zdržela povodeň v srpnu 2002, nový most byl otevřen podle plánu v srpnu 2004. Náklady činily 554 milionů Kč. 
Délka mostu je 216,8 m, délka nosné konstrukce je 193 m. Rozpětí je 30,2 + 43,8 + 43,8 + 43,8 + 30 m, šířka mostu je 35,15 m a šířka chodníků na mostě je 2 × 3 m. Na novém mostě byly vybudovány dvě vyhlídkové věže.
Rekonstruovaný Lahovický most byl navržen jako typicky městský, a to hned z několika důvodů. Nejpodstatnějším je skutečnost, že leží nejen v okrajové části města, ale především v rozsáhlém inundačním území u soutoku Vltavy a Berounky, tudíž v oblasti, která má být v budoucnu hojně využívána pro sport a rekreaci. Zřízení cyklistických stezek, které přilákají mnoho výletníků, je základním kamenem této vize. Protože bude most ve větším měřítku využíván cyklisty i pěšími, má drobný detail, který není obvyklý u mostů dálničních. Městský charakter je zdůrazněn  zejména propracovaným masivním zábradlím nebo chodníkem rozšířeným nad pilíři v balkóny.
Kamenný obklad železobetonových pilířů je tvarován tak, aby sloužil jako oboustranný ledolam. Berounka je ledovými barierami pověstná, ale ledy často přicházejí i od Vltavy. Modrošedá požárská žula se v minulosti osvědčila na řadě pražských mostů a nábřežních zdech.. 
Most byl v roce 2005 nominován na titul Dopravní stavba roku. V roce 2006 mu byl Ministerstvem dopravy ČR udělen titul Mostní dílo roku 2004. Obec Architektů udělila Lahovickému mostu Čestné uznání v soutěži Kámen v architektuře.

## Fotogalerie

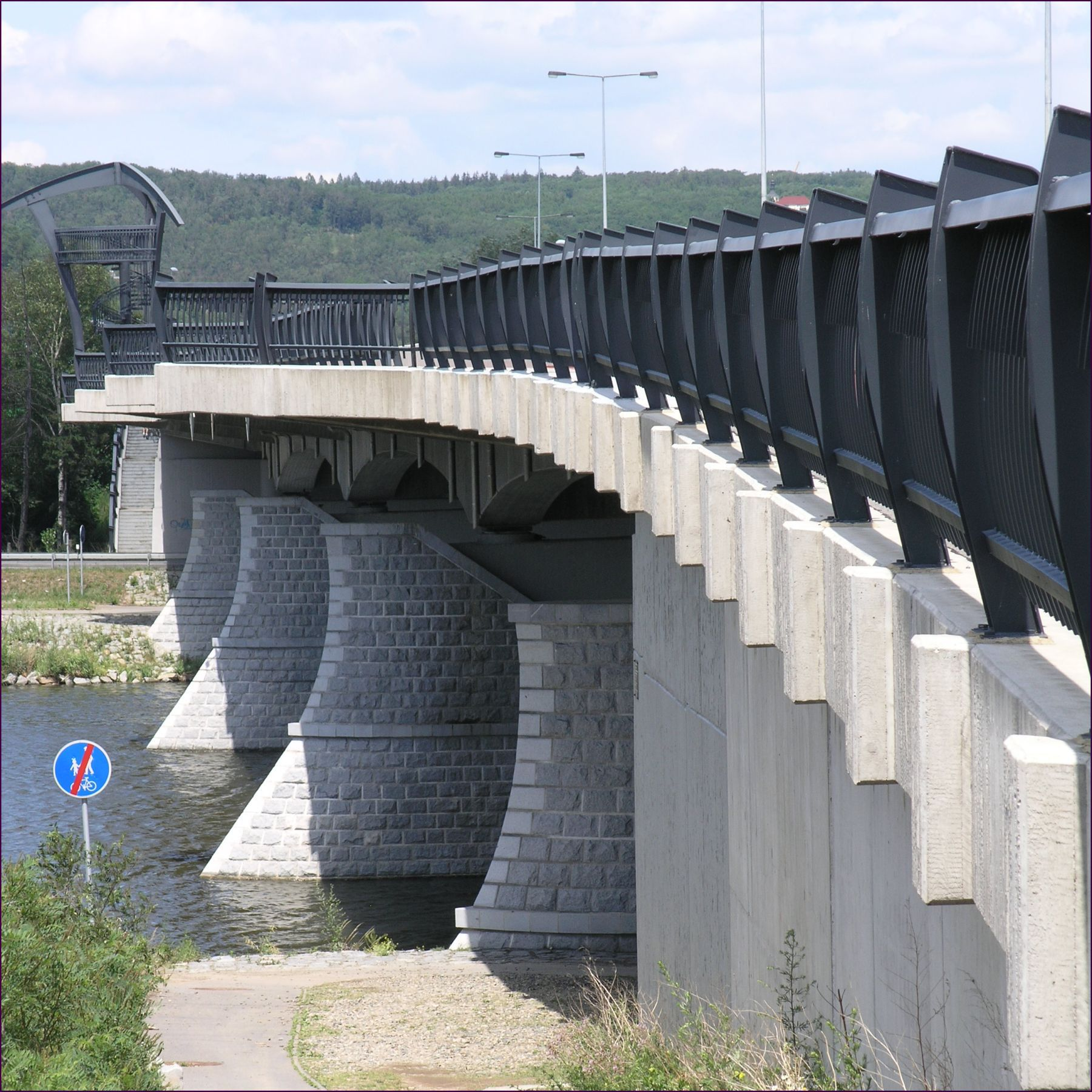
Lahovický most
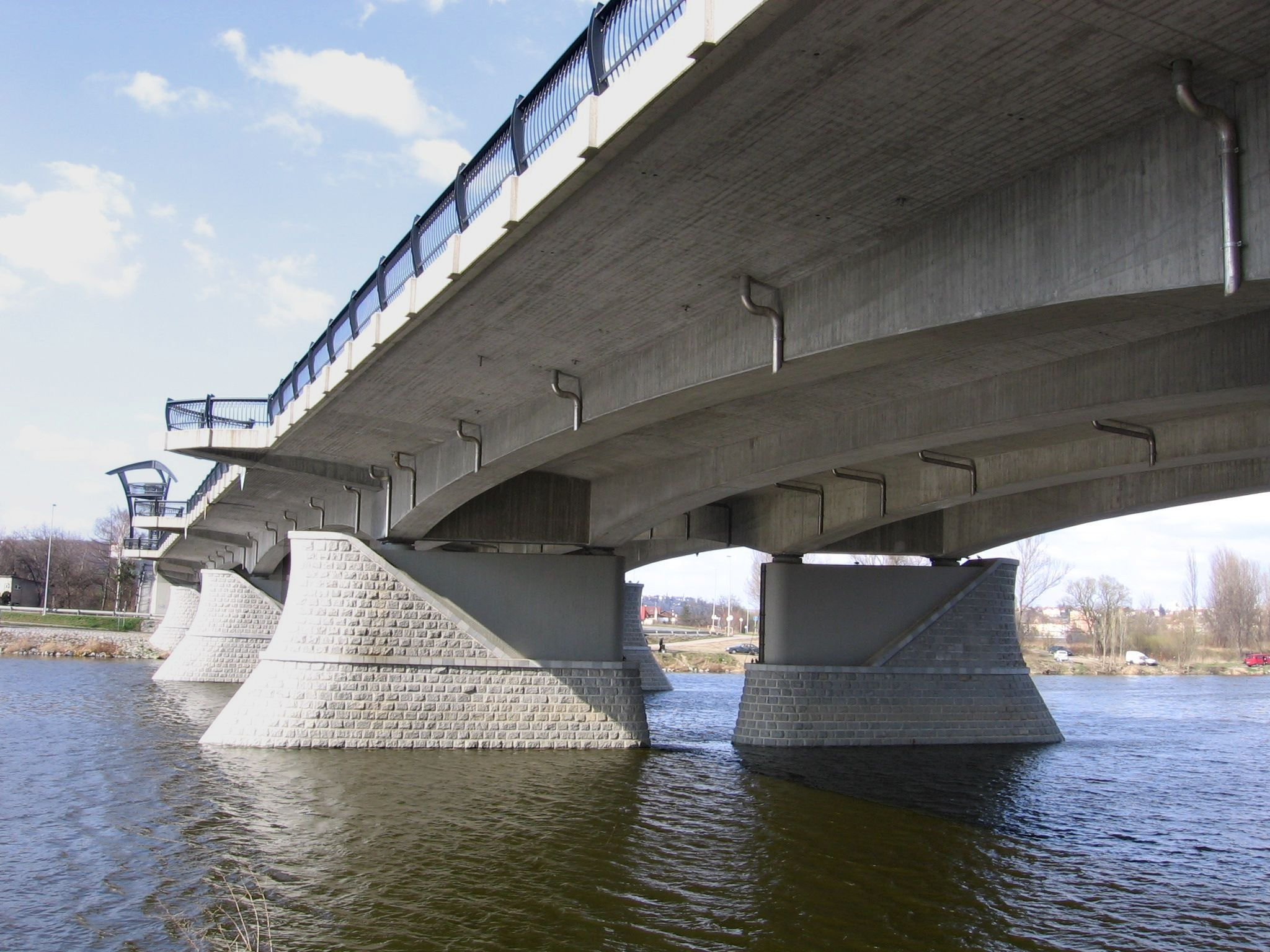
Lahovický most z podhledu
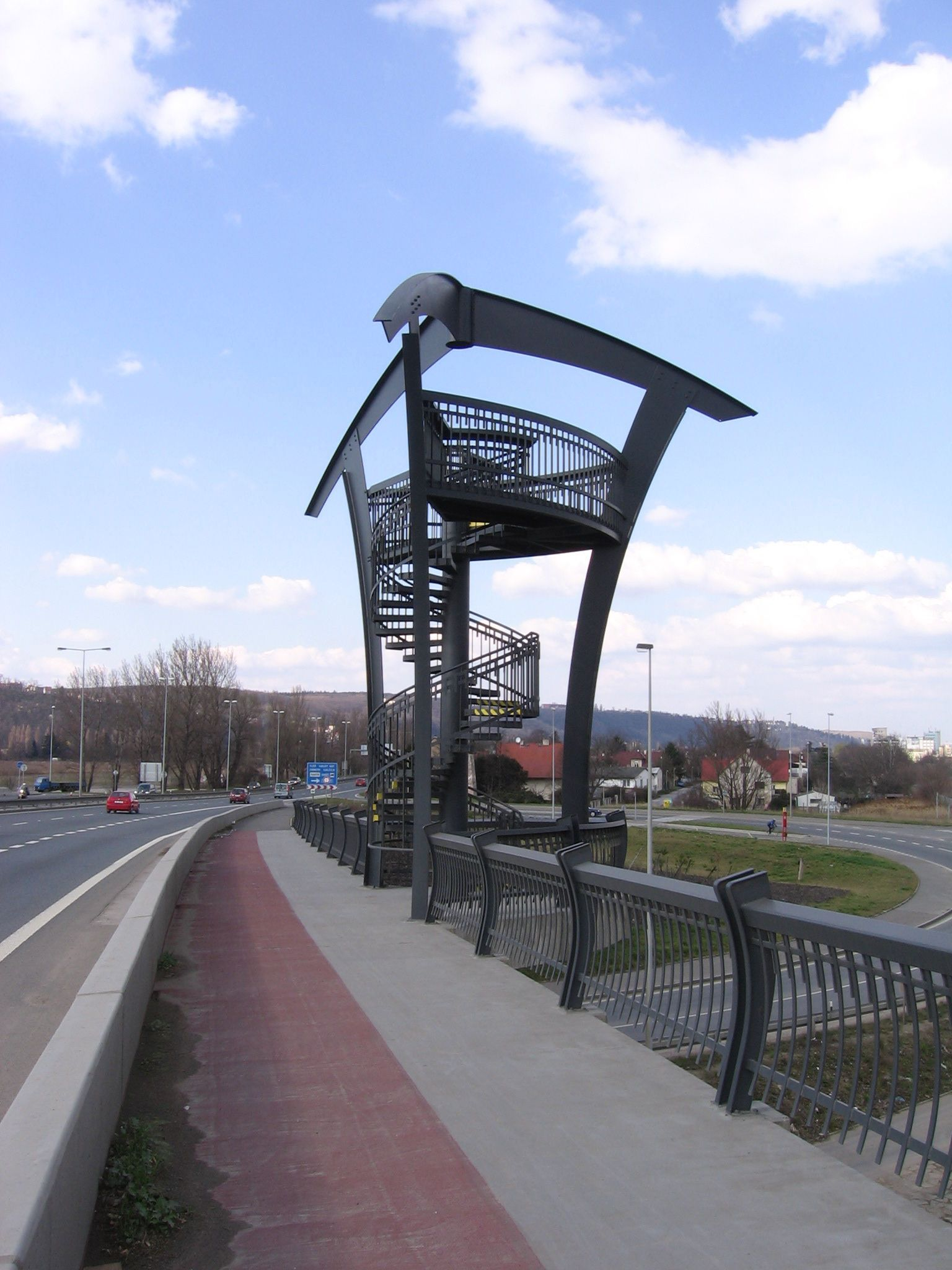
Jedna ze dvou vyhlídkových věží